# Уитни (фильм, 2015)
«Уитни» (англ. Whitney) — американская биографическая теледрама режиссёра Анджелы Бассетт о жизни известной американской певицы и актрисы Уитни Хьюстон и её бурном браке с R&B-певцом Бобби Брауном. Главные роли в фильме исполнили Яя Дакоста, Арлен Эскарпета и Йолонда Росс.
Премьера фильма состоялась 17 января 2015 года на телеканале Lifetime.

## Сюжет
1989 год. После двух весьма успешных одноимённых альбомов Уитни Хьюстон (Дакоста) становится мировым феноменом, а её имя ходит у всех на слуху. В это время она вместе со своей школьной подругой, тур-менеджером и открытой лесбиянкой Робин Кроуфорд посещает церемонию вручения Soul Train Music Awards, где встречает звезду R&B Бобби Брауна (Эскарпета). Под впечатлением от его исполнения песни «Every Little Step» она начинает встречаться с ним.
К началу записи третьего альбома I’m Your Baby Tonight происходит расцвет их с Бобби отношений, что приводит к сексуальной связи между ними. Но позже Хьюстон узнаёт об связи Брауна и его подруги Ким (Уильямс), только что родившей ему дочь. Это приводит её в ярость и она становится убита горем. Спустя время Браун разрывает отношения с Ким; Уитни переживает это и решает продолжить уже расшатанные отношения.
В начале 1990-х Браун начинает сталкиваться с давлением после выхода его второго альбома Don't Be Cruel, в то время, как Хьюстон пытается справиться с кокаиновой зависимостью (которая уже фигурировала дважды: на 26-летии Уитни, где её застал за этим Браун, и на встрече с Клайвом Дэвисом (Ролстон) касательно её третьего альбома). Оба события оттесняют на второй план растущую любовь героев.
К 1991 году отношения становятся достоянием общественности, Хьюстон и Браун объявляют о помолвке, несмотря на несогласие матери Уитни Сисси (Дугласс), а в июле 1992 года пара играет свадьбу. В это же время Хьюстон делает дебют в кино ролью Рэйчел Мэррон в фильме «Телохранитель». Поначалу отказываясь от роли, под давлением Бобби она соглашается на неё. Во время съёмок у певицы случается выкидыш с первым ребёнком, что сильно влияет на её здоровье в будущем. Сисси пытается заставить Уитни закончить отношения с Брауном, но та отказывается и остаётся с мужем. Параллельно у самого Брауна наступает застой в карьере, во время которого музыкальный лейбл убеждает певца выпустить сборник лучших хитов.
Хьюстон пытается справляться со своей славой и одновременно успокаивать Бобби, чья карьера отошла на задний план из-за того, что наркозависимость Уитни продолжается даже после рождения дочери Бобби Кристины. Вскоре после этого «Телохранитель» и саундтрек к нему обретают грандиозный успех, который отправляет Уитни в мировой тур на ближайшие два года.

## Актёрский состав
| Актёр                | Роль                                       |
| -------------------- | ------------------------------------------ |
| Яя Дакоста           | Уитни Хьюстон                              |
| Арлен Эскарпета      | Бобби Браун, муж Уитни                     |
| Йолонда Росс         | Робин Кроуфорд, подруга и менеджер Уитни   |
| Сьюззанн Дугласс     | Сисси Хьюстон, мать Уитни                  |
| Марк Ролстон         | Клайв Дэвис, исполнительный продюсер Уитни |
| Уэсли Джонатан       | Бэбифейс                                   |
| Рэйн Мортон          | Эдди Мёрфи                                 |
| Нафесса Уильямс      | Ким, подруга Бобби                         |
| Джеймс А. Уотсон-мл. | Джон Хьюстон, отец Уитни                   |

| Актёр                  | Роль                              |
| ---------------------- | --------------------------------- |
| Дебора Лэйси           | Дайон Уорвик                      |
| Корнелиус Смит-младший | Майкл Хьюстон, старший брат Уитни |
| Тонгай Чириса          | Гэри Хьюстон, сводный брат Уитни  |
| Билли «Слай» Уильямс   | Марвин Вайнанс                    |
| Сандра МакКлейн        | тётя Бэй                          |
| Дебора Джой Вайнанс    | Си-Си Вайнанс                     |
| Тимоти Боумэн-мл.      | Би-Би Вайнанс                     |

## Производство

### Кастинг
Режиссёром фильма мог стать Салим Акил, который уже работал с Хьюстон на съёмках музыкального фильма «Спаркл» (для певицы он стал последним в её карьере), но он отказался от проекта из-за его графика. В итоге пост достался известной актрисе и продюсеру Анджеле Бассетт, для которой этот фильм стал режиссёрским дебютом. Ранее Бассетт также работала с Хьюстон: они играли вместе в романтическом фильме 1995 года «В ожидании выдоха».
В процессе кастинга интерес к роли Хьюстон проявляла дочь певицы, Бобби Кристина Браун. В интервью Entertainment Weekly Бассетт ответила на вопрос о кастинге Браун: 

Нет, я не думала об этом. Я не думала о её кастинге. И знаете, вероятно, на это было несколько причин. Одна из них в том, что она не актриса. Я знаю, что она играла там-то. Я знаю, что она была в реалити-шоу о своей семье, но она не актриса, ведь актёрская игра — это искусство.Оригинальный текст (англ.)No, I did not think about that. I did not think about casting her. And probably for a number of reasons, you know. One being that she's not an actress. I know she's acted here and there. I know she's been on their family's reality show, but she's not an actress and acting is a craft.
 Узнав, что её не рассматривают на роль, Браун рассердилась на Бассетт и раскритиковала её за это решение. Позже она извинилась перед Бассетт в Твиттере после разгорания споров среди фанатов.
В противоположность этому, одну из эпизодических ролей фильма, певицу Си-Си Вайнанс, сыграла племянница певицы Дебора Джой Вайнанс.

### Съёмки
Съёмки фильма длились 20 дней и проходили в Лос-Анджелесе и Санта-Кларите. Рабочее название фильма — «Я всегда буду любить тебя: История Уитни Хьюстон» (англ. I Will Always Love You: The Whitney Houston Story)

### Исполнение песен
Все песни в исполнении Хьюстон, прозвучавшие в фильме, исполнила канадская R&B-исполнительница Дебора Кокс. В фильме прозвучали песни «I Will Always Love You», «I’m Your Baby Tonight», «I’m Every Woman», «Jesus Loves Me» и «The Greatest Love of All».
Также в начале фильма на церемонии Soul Train Music Awards песню Бобби Брауна «Every Little Step» исполнил американский музыкальный дуэт The Jackie Boyz.

## Премьера
Телевизионная премьера фильма в Соединённых Штатах состоялась 17 января 2015 года на телеканале Lifetime и собрала у экранов 4,5 миллиона зрителей, став самой рейтинговой программой канала за год. После премьеры фильма были показаны два спецвыпуска о Брауне и Хьюстон, которые собрали 4,1 и 3,2 миллиона соответственно.
Фильм был показан ещё в двух странах: в Испании 29 июня и во Франции на телеканале TF1 18 августа.

## Восприятие

### Реакция критиков
«Уитни» получил смешанные, близкие к положительным отзывы критиков, которые хвалили актёрскую игру Дакосты и режиссуру Бассетт, но критиковали кастинг Эскарпеты и достоверность фильма. На веб-агрегаторе Rotten Tomatoes фильм имеет 53 % положительных отзывов. На сайте Metacritic, который составляет рейтинг на основе 100 отзывов от основных критиков, фильм имеет 54 балла из 100 на основе 17 отзывов.
Эллисон Кин из Hollywood Reporter написала, что «„Уитни“ — это фильм о предзнаменовании, как в рамках фильма, так и в будущем Хьюстон, которое проясняет длинный перечень фатальных ошибок певицы». Брайан Лоури из Variety отметил, что «„Уитни“ рассказывает только половину истории, предлагая отблески употребления Хьюстон наркотиков и плохое поведение Брауна, но не доходя до её трагической кончины в 2012».

### Награды и номинации
Фильм получил несколько номинаций, включая номинацию Анджелы Бассетт на премию Гильдии режиссёров Америки.
| Награды и номинации                                          | Награды и номинации | Награды и номинации                                     | Награды и номинации                 | Награды и номинации | Награды и номинации |
| Награда                                                      | Год                 | Категория                                               | Номинант                            | Результат           | Прим.               |
| ------------------------------------------------------------ | ------------------- | ------------------------------------------------------- | ----------------------------------- | ------------------- | ------------------- |
| Black Reel Award                                             | 2016                | «Лучшая актриса телесериала или телефильма»             | Яя Дакоста                          | Номинация           | [ 9 ]               |
| Black Reel Award                                             | 2016                | «Лучший режиссёр телесериала или телефильма»            | Анджела Бассетт                     | Номинация           | [ 9 ]               |
| Премия Гильдии режиссёров Америки                            | 2016                | «Лучшая режиссура мини-сериала или телефильма»          | Анджела Бассетт                     | Номинация           | [ 10 ]              |
| Премия Гильдии визажистов и парикмахеров-стилистов Голливуда | 2016                | «Лучший грим в мини-сериале или телефильме»             | Мариетта Картер-Нарцисс Норин Уилки | Номинация           | [ 11 ]              |
| Премия Гильдии визажистов и парикмахеров-стилистов Голливуда | 2016                | «Лучший дизайн причёсок в мини-сериале или телефильме»  | Эмануэль Миллар Ронда О’Нил         | Победа              | [ 11 ]              |
| Imagen Award                                                 | 2015                | «Лучшая прайм-тайм программа: спецвыпуск или телефильм» | «Уитни»                             | Номинация           | [ 12 ]              |
| NAACP Image Award                                            | 2016                | «Лучшая телевизионная сценарная работа»                 | Шем Биттерман                       | Номинация           | [ 13 ]              |
| Prism Award                                                  | 2016                | «Лучший телефильм или мини-сериал»                      | «Уитни»                             | Номинация           | [ 14 ]              |

## Интересные факты
- Фильм стал вторым участием Анджелы Бассетт в биографических фильмах об певицах. Ранее она исполнила роль известной американской певицы Тины Тёрнер в фильме 1993 года «На что способна любовь».
- Открывающая фраза фильма, «Время быть Уитни Хьюстон» (англ. Time to be Whitney Houston), не была прописана в сценарии. Это была импровизация, предложенная Бассетт во время съёмок.
- В фильме отмечается, что любимым фильмом Уитни и Бобби является мюзикл 1976 года «Спаркл[англ.]». В 2012 году Хьюстон сыграла главную роль в ремейке этого мюзикла. Эта роль стала последней в её жизни.